# 황금식판
《국내 최초 급식 서바이벌 황금식판》은 2018년에 채널A에서 방송된 급식 식단 대결 프로그램이다.